# Nitrate de palladium(II)
Le nitrate de palladium(II) est un composé inorganique de formule Pd(NO3)2·(H2O)x où x = 0 ou 2. L'anhydre et le dihydrate sont des solides déliquescents. Selon la cristallographie aux rayons X, les deux composés possèdent des atomes Pd(II) plan carré avec des ligands nitrate monodentés. Le composé anhydre, qui est un polymère de coordination, est jaune,.
En solution dans l'acide nitrique, Pd(NO3)2 catalyse la conversion des alcènes en esters de dinitrate. Sa pyrolyse donne l'oxyde de palladium.

## Préparation
Le nitrate de palladium hydraté peut être préparé en dissolvant l'hydrate d'oxyde de palladium dans de l'acide nitrique dilué suivi par une cristallisation. Le nitrate cristallise sous forme de prismes déliquescents jaunes-bruns. Le composé anhydre est obtenu en traitant du palladium métallique avec de l'acide nitrique fumant.